# Parque Leandro Domínguez
El Parque Leandro Domínguez es un estadio de béisbol localizado en la ciudad de Campeche, Campeche, México. Cuenta con capacidad para 6,000 personas y fue la sede de los Piratas de Campeche de 1998 a 2000, mientras se llevaba a cabo la remodelación del Estadio Nelson Barrera Romellón. Actualmente el estadio es utilizado para diversos torneos regionales y locales de béisbol.